# Makonnen Hailé Selassié
Principe Makonnen Hailé Selassié, duca di Harar, (nome di battesimo: Araya Yohannes) (Addis Abeba, 16 ottobre 1923 – Addis Abeba, 13 maggio 1957), è stato un principe etiope.

## Biografia
Era il secondogenito dell'imperatore Hailé Selassié d'Etiopia, e di sua moglie, l'imperatrice Menen Asfaw. Fu nominato Mesfin (o duca) di Harar in occasione dell'incoronazione dei suoi genitori nel 1930.

## Matrimonio
Sposò Sara Gizaw (n. 1º gennaio 1928), che divenne principessa e duchessa di Harar. Ebbero 5 figli:
- Principe Paul Wossen Seged, Duca di Harar.
- Principe Mikael.
- Principe Dawit.
- Principe Taffari.
- Principe Beede Mariam.

## Morte
È opinione diffusa che fosse il favorito del padre e c'era anche la voce che l'imperatore, lo avesse considerato come suo erede, invece di suo figlio maggiore, il principe ereditario Asfaw Wossen. Tuttavia, il principe Makonnen morì in un incidente automobilistico nel 1957 sulla strada per la località turistica di Adama in direzione Debre Zeyit, a est di Addis Abeba. Fu sepolto nella cripta della cattedrale della Santissima Trinità ad Addis Abeba.

## Albero genealogico
|                                             |   |                                           | Genitori                      |  |  | Nonni |  |  | Bisnonni                       |  |  | Trisnonni                              |  |
|                                             |   |                                           |                               |  |  |       |  |  | Dejazmach Wolde Mikael Gudessa |  |  | Dejazmach Wolde Malakot Yamana Krestos |  |
|                                             |   |                                           |                               |  |  |       |  |  | Dejazmach Wolde Mikael Gudessa |  |  | Dejazmach Wolde Malakot Yamana Krestos |  |
|                                             |   | Woizero Kalama Worq                       |                               |  |  |       |  |  | Dejazmach Wolde Mikael Gudessa |  |  |                                        |  |
| Ras Mäkonnen Wäldä-Mika'él Guddisa          |   |                                           |                               |  |  |       |  |  | Dejazmach Wolde Mikael Gudessa |  |  |                                        |  |
|                                             |   | Immabet Tenagnework Sahle Selassie        | Meridazmach Sahle Selassie    |  |  |       |  |  |                                |  |  |                                        |  |
|                                             |   | Immabet Tenagnework Sahle Selassie        | Meridazmach Sahle Selassie    |  |  |       |  |  |                                |  |  |                                        |  |
|                                             |   | Immabet Tenagnework Sahle Selassie        | Woizero Yimegnushal Ayele     |  |  |       |  |  |                                |  |  |                                        |  |
| Imperatore Hailé Selassié d'Etiopia         |   | Immabet Tenagnework Sahle Selassie        |                               |  |  |       |  |  |                                |  |  |                                        |  |
|                                             |   | Dejazmach Ali Abba Jifar di Woreilu       | …                             |  |  |       |  |  |                                |  |  |                                        |  |
|                                             |   | Dejazmach Ali Abba Jifar di Woreilu       | …                             |  |  |       |  |  |                                |  |  |                                        |  |
|                                             |   | Dejazmach Ali Abba Jifar di Woreilu       | …                             |  |  |       |  |  |                                |  |  |                                        |  |
| Woizero Yeshimebet Ali Abba Jifar           |   | Dejazmach Ali Abba Jifar di Woreilu       |                               |  |  |       |  |  |                                |  |  |                                        |  |
|                                             |   | Immabet-Hoy Walatta Ihata Giyorgis Yimeru | Ato Yimeru dell'etnia guraghé |  |  |       |  |  |                                |  |  |                                        |  |
|                                             |   | Immabet-Hoy Walatta Ihata Giyorgis Yimeru | Ato Yimeru dell'etnia guraghé |  |  |       |  |  |                                |  |  |                                        |  |
|                                             |   | Immabet-Hoy Walatta Ihata Giyorgis Yimeru | Woizero Araza-Aregai          |  |  |       |  |  |                                |  |  |                                        |  |
| Makonnen Hailé Selassié                     |   | Immabet-Hoy Walatta Ihata Giyorgis Yimeru |                               |  |  |       |  |  |                                |  |  |                                        |  |
|                                             | … | …                                         |                               |  |  |       |  |  |                                |  |  |                                        |  |
|                                             | … | …                                         |                               |  |  |       |  |  |                                |  |  |                                        |  |
|                                             | … | …                                         |                               |  |  |       |  |  |                                |  |  |                                        |  |
| Dejazmach Asfaw Mikael, Jantirar d'Ambassel | … |                                           |                               |  |  |       |  |  |                                |  |  |                                        |  |
|                                             |   | …                                         | …                             |  |  |       |  |  |                                |  |  |                                        |  |
|                                             |   | …                                         | …                             |  |  |       |  |  |                                |  |  |                                        |  |
|                                             |   | …                                         | …                             |  |  |       |  |  |                                |  |  |                                        |  |
| Itege Menen Asfaw                           |   | …                                         |                               |  |  |       |  |  |                                |  |  |                                        |  |
|                                             |   | Negus Mikael di Zion                      | Imam Ali Abba Bula            |  |  |       |  |  |                                |  |  |                                        |  |
|                                             |   | Negus Mikael di Zion                      | Imam Ali Abba Bula            |  |  |       |  |  |                                |  |  |                                        |  |
|                                             |   | Negus Mikael di Zion                      | Woizero Getie                 |  |  |       |  |  |                                |  |  |                                        |  |
| Woizero Sehin Mikael                        |   | Negus Mikael di Zion                      |                               |  |  |       |  |  |                                |  |  |                                        |  |
|                                             |   | Woizero Fantaye                           | Gabru                         |  |  |       |  |  |                                |  |  |                                        |  |
|                                             |   | Woizero Fantaye                           | Gabru                         |  |  |       |  |  |                                |  |  |                                        |  |
|                                             |   | Woizero Fantaye                           | Hirut                         |  |  |       |  |  |                                |  |  |                                        |  |
|                                             |   | Woizero Fantaye                           |                               |  |  |       |  |  |                                |  |  |                                        |  |